# حسین کلهر (اسنوبرد)
حسین کلهر (متولد ۱۵ تیر ماه سال ۱۳۶۵) اسکی باز اهل ایران در رشته اسنوبرد و عضو تیم ملی و قهرمان کاپ آسیا ۲۰۱۰ در شمشک دیزین است.

## افتخارات
- مسابقات بین‌المللی و قهرمانی کشور اسنوبرد[۱۳]
- مدال نقره مسابقات بین‌المللی ترکیه[۱۴]
- قهرمان کاپ آسیا ۲۰۱۰ در پیست شمشک دیزین[۱۵]